# Ланчин
Ла́нчин — посёлок в Надворнянском районе Ивано-Франковской области Украины. Административный центр Ланчинской поселковой общины.

## Географическое положение
Вверх по течению Прута находится село Добротов, которое некогда было самым маленьким городом в Речи Посполитой, вниз по течению — Саджавка. Немного севернее Добротова находится Красная. Севернее Ланчина расположено небольшое село Вишневка, на юг — Черный Поток.

## Население
В январе 1989 года численность населения составляла 6747 человек.
На 1 января 2013 года численность населения составляла 7940 человек.

### Языковой состав
Родной язык населения по данным переписи 2001 года:
| Язык       | Численность, чел. | Доля     |
| ---------- | ----------------- | -------- |
| Украинский | 7 986             | 99,49 %  |
| Другое     | 41                | 0,51 %   |
| Итого      | 8 027             | 100,00 % |

## История
Основатель галицкой династии князей — Ростислав-Михаил Владимирович (1038—1067 гг) был женат на дочери венгерского короля Белы І Арпада, которая называлась Илоной (Еленой), а в простонародье Ланкой. В честь неё и был назван посёлок Ланчин. По другим предположениям, название села происходит от польского łączyć — соединять. 
Во время 1-й мировой войны вблизи Ланчина происходили ожесточенные бои, во время которых сгорела ланчинская церковь. Некоторое время он был оккупирован Российской империей. До ноября 1918 года он был частью Королевства Галиции и Лодомерии в Австро-Венгрии.
После окончания ПМВ Ланчин был сначала в составе ЗУНР, впоследствии стал частью Польши, в пределах которой административно находился в Надворнянском повете Станиславовского воеводства. После немецко-советского вторжения в Польшу в сентябре 1939 Ланчин был первоначально оккупирован Советским Союзом. В 1940 году стал поселком городского типа. С июля 1941 по июль 1944 года поселок был оккупирован нацистской Германией и входил в состав дистрикта Галичина. В феврале 1945 года партизаны УПА совершили нападение на железнодорожную станцию в посёлке.
В послевоенные годы Ланчин в течение некоторого времени был районным центром, однако вскоре посёлок отошел к Надворнянскому району.